# اودوپاتوککاندال
اودوپاتوککاندال (به لاتین: Udupattukkandal) یک منطقهٔ مسکونی در سری‌لانکا است که در استان شمالی (سری‌لانکا) واقع شده‌است.